# Mads Rieper
Mads Rieper (født 20. juli 1973) er en dansk tidligere fodboldspiller og uddannet folkeskolelærer, som er efterskolelærer på Brøruphus Efterskole. Han er lillebror til Marc Rieper.
Den 9. maj 2007 scorede Rieper sit første mål i Superligaen for AC Horsens mod Silkeborg IF.
Han har tidligere spillet for AGF i perioden 1996-2003, og har været forsvarsspiller for AC Horsens .
- Landspokalturneringen:

o Vinder: 1996-97 (med AGF)
- Danske 1. Division:

o 2. plads: 2004-05 (med Horsens)